# Tyg
Detta är en artikel om textil. För den militära facktermen se: Tygmateriel

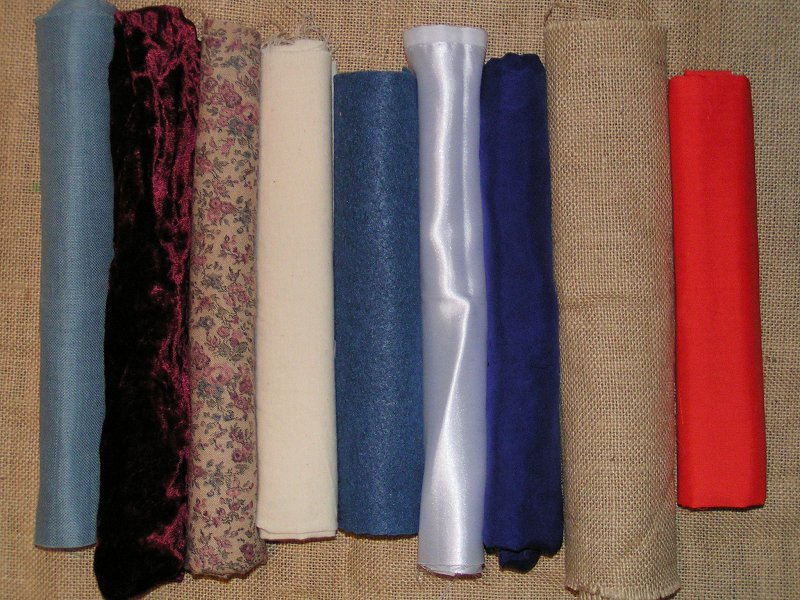
Tyger

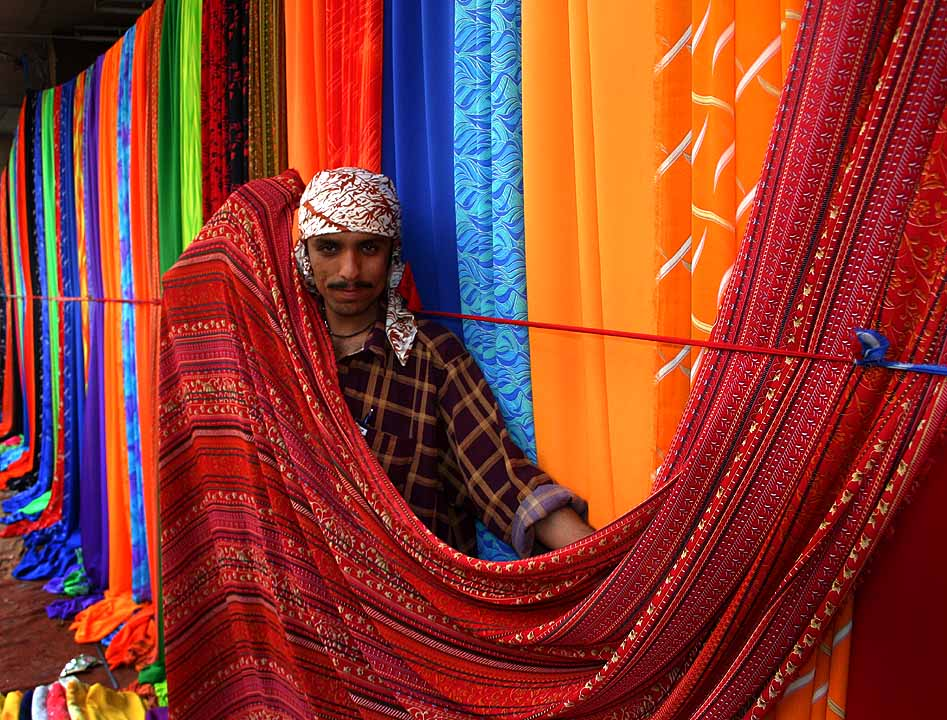
Tyger på marknaden i Karachi.

Tyg är en dukvara av textil som är avsedd att användas till kläder, möbelklädsel, sängkläder, gardiner, handdukar, tält, segel  m m. Ett tyg kan vara vävt, stickat, tuftad garnduk eller fiberduk.
Tyget kallas duk om dess användning är av teknisk art, t.ex. segelduk, flaggduk. En duk är inte nödvändigtvis av textil art. Man talar i vissa fall om metallduk, exempelvis viraduk.
Man kan dela in tyger i grupper på olika sätt. Ett sätt är efter det material tyget består av (se listning nedan), en annan indelningsgrund är vävda tyger och stickade tyger (trikå).

## Indelning efter material

### Bomullstyger
- Aidaväv
- Bäckebölja
- Chambray
- Chintz
- Denim
- Duvetin
- Indisk bomull
- Kalikå
- Kanvas
- Kattun
- Kennett
- Kretong
- Lakansväv
- Madapolam
- Mollskinn
- Molton
- Muslin
- Nankin
- Organdi
- Oxford
- Pinpoint
- Poplin
- Salampore
- Smärting
- Toile
- Twill

### Jutetyg
- Säckväv

### Linnetyger
- Bliant
- Damast
- Fustian
- Gingang
- Halvlinne
- Hellinne
- Khaki
- Lärft

### Sidentyger
(inklusive halvsiden,  konstsiden och vildsiden)

- Batavia
- Bengalin
- Chiffong
- Crêpe de chine
- Crêpesatin
- Diasper
- Duchesse
- Dupion
- Duvetin
- Eolienne
- Foulard
- Fålb
- Gingang
- Grenadin
- Gros grain
- Grådetur
- Koiska tyger
- Lamé
- Moaré
- Organza
- Pekin
- Råsiden
- Sammet
- Satin
- Shantung
- Sidenarmoasin
- Sidenbast
- Sidenbastebom
- Sidenborat
- Sidenbrokatell
- Sidenkamlott
- Sidenkretong
- Sidenkypert
- Sidenlampers
- Sidenmackejer
- Sidenmuslin
- Sidentripp
- Sidentriumfant
- Sidentursnell
- Taft
- Tussasiden

### Syntettyger
- Acetatsilke
- Alcantara
- Banlon
- Bembergsilke
- Cellull
- Cialux
- Crèpe
- Dacron
- Elastan
- Fleece
- Lycra
- Nylon
- Organza
- Perlon
- Polyester
- Polyvinylklorid
- Sammet
- Satin
- Spandex
- Stretch
- Velour
- Rayon
- Teddytyg
- Terylen
- Vinyl

### Ylletyger
- Bouclé (getull)
- Chalon (= Shalloun)
- Filt
- Kamgarn
- Kashmere
- Kläde
- Kommiss
- Loden
- Ulster
- Vadmal
- Tartan
- Tweed
- Zibeline

### Förekommer i varierande material
- Batist
- Charmeuse
- Crêpe
- Duchesse
- Flanell
- Gabardin
- Georgette
- Kambrik
- Khaki
- Korderoj
- Lärft
- Sammet
- Serge = Sars
- Velour
- Voile
- Velvet

### Flera sorters garn med skilda material i samma väv
- Bengalin
- Fustian = bombast
- Halvlinne

### Blandmaterial (blandningar av flera material i samma garn)
- Cottolin
- Domestik

### Vävteknik, utan specifikation av materialet
- Atlas
- Croisé
- Damast
- Diagonalväv
- Dräll
- Fil-à-fil
- Frotté
- Lärft
- Manchester
- Möbeltyg
- Piké
- Plysch
- Rips
- Satin
- Trikå
- Tyll

## Lista på övriga tygbenämningar
Utan indelning efter material
- Alcantara
- Alicialärft
- Batik
- Berkan
- Bobinett
- Buckram
- Brokad
- Burkaff
- Canapetta
- Chenille
- Cirkassienn
- Cordura
- Coton
- Crêpe de chine
- Dimity
- Dirdomdej
- Dorlastan
- Elaspan
- Ferentin
- Flausch
- Flor
- Florangs
- Gasväv
- Gingang
- Goretex
- Grenadin
- Gyllensläng
- Jaconet
- Kalmuk
- Kambrik
- Kammarduk
- Kartek
- Kitaj
- Klot
- Korden
- Kräpp
- Lamé
- Lampas
- Levantin
- Linon
- Lustrin
- Marcelin
- Meshtyg
- Nättelduk
- Oljeduk
- Ottoman
- Parkum
- Perkan, se Berkan
- Peling
- Perkal
- Pongée
- Prålsakt
- Pudesai
- Pärlsilke
- Rask
- Ratiné
- Ruff
- Sanspareille
- Satinette
- Shagg (Schagg)
- Shirting (Schirting)
- Sefir
- Segelduk
- Sicilienne
- Signoria
- Silesia
- Silkespeling
- Silkessindal
- Silverbliant
- Silverkorden
- Stramalj
- Suede
- Tarlatan
- Tencel
- Tobin
- Vaxduk
- Vaxtaft
- Venetian
- Vlieseline
- Wallis
- Wigan

## Etymologi
Språkligt kan uppslagsordet tyg härledas från det fornsvenska tygh med innebörden "redskap, bohag, saker." I överförd betydelse kan det textila tyget, vävnaden tolkas som sak för tillverkning av kläder. 